# Wahneta, Florida
Wahneta, Florida (енгл. Wahneta) насељено је место без административног статуса у америчкој савезној држави Флорида.

## Демографија
По попису из 2010. године број становника је 5.091, што је 360 (7,6%) становника више него 2000. године.
| Група             | 2000.         | 2010.         |
| Белци             | 2.411 (51,0%) | 1.734 (34,1%) |
| Афроамериканци    | 48 (1,0%)     | 58 (1,1%)     |
| Азијати           | 1 (0,0%)      | 9 (0,2%)      |
| Хиспаноамериканци | 2.236 (47,3%) | 3.294 (64,7%) |
| Укупно            | 4.731         | 5.091         |